# Schweizerpsalm

Schweizerpsalm är Schweiz nationalsång. Den är  skriven av Leonhard Widmer (text) och 
cisterciensermunken Alberich Zwyssig (musik). Den franska versionen, Cantique suisse, är skriven av Charles Chatelanat och den italienska versionen, Salmo svizzero, är skriven av Camillo Valsangiacomo. På rätoromanska existerar två versioner av Psalm svizzer, en på dialekten Sursilvan av Alfons Tuor och en på den gemensamma standarden Rumantsch Grischun av Flurin Camathias (nedan visas den senare versionen).

## Versioner

### Schweizerpsalm (tyska)[1]
1

Trittst im Morgenrot daher,

Seh' ich dich im Strahlenmeer,

Dich, du Hocherhabener, Herrlicher!

Wenn der Alpenfirn sich rötet,

Betet, freie Schweizer betet!

Eure fromme Seele ahnt,

Gott im hehren Vaterland,

Gott, den Herrn, im hehren Vaterland.

2

Kommst im Abendglühn daher,

Find'ich dich im Sternenheer,

Dich, du Menschenfreundlicher, Liebender!

In des Himmels lichten Räumen

Kann ich froh und selig träumen;

Denn die fromme Seele ahnt,

Gott im hehren Vaterland,

Gott, den Herrn, im hehren Vaterland.

3

Ziehst im Nebelflor daher,

Such'ich dich im Wolkenmeer,

Dich, du Unergründlicher, Ewiger!

Aus dem grauen Luftgebilde

Tritt die Sonne klar und milde,

Und die fromme Seele ahnt

Gott im hehren Vaterland,

Gott, den Herrn, im hehren Vaterland.

4

Fährst im wilden Sturm daher,

Bist du selbst uns Hort und Wehr,

Du, allmächtig Waltender, Rettender!

In Gewitternacht und Grauen

Lasst uns kindlich ihm vertrauen!

Ja, die fromme Seele ahnt,

Gott im hehren Vaterland,

Gott, den Herrn, im hehren Vaterland.

### Cantique suisse (franska)[2]
1

Sur nos monts, quand le soleil

Annonce un brillant réveil,

Et prédit d'un plus beau jour le retour,

Les beautés de la patrie

Parlent à l'âme attendrie;

Au ciel montent plus joyeux (bis)

Les accents d'un cœur pieux,

Les accents émus d'un cœur pieux.

2

Lorsqu'un doux rayon du soir

Joue encore dans le bois noir,

Le cœur se sent plus heureux près de Dieu.

Loin des vains bruits de la plaine,

L'âme en paix est plus sereine,

Au ciel montent plus joyeux

Les accents d'un cœur pieux,

Les accents émus d'un cœur pieux.

3

Lorsque dans la sombre nuit

La foudre éclate avec bruit,

Notre cœur pressent encore le Dieu fort;

Dans l'orage et la détresse

Il est notre forteresse;

Offrons-lui des cœurs pieux:

Dieu nous bénira des cieux,

Dieu nous bénira du haut des cieux.

4

Des grands monts vient le secours;

Suisse, espère en Dieu toujours!

Garde la foi des aïeux, Vis comme eux!

Sur l'autel de la patrie

Mets tes biens, ton cœur, ta vie!

C'est le trésor précieux

Que Dieu bénira des cieux,

Que Dieu bénira du haut des cieux.

### Inno Nazionale Svizzero - Salmo svizzero (italienska)[3]
1

Quando bionda aurora il mattin' c'indora

l'alma mia t'adora rè del ciel!

Quando l'alpe già rosseggia

a pregare allor' t'atteggia;

in favor del patrio suol,

cittadino Dio lo vuol.

2

Se di stelle è un giubilo la celeste sfera

Te ritrovo a sera o Signor!

Nella notte silenziosa

l'alma mia in Te riposa:

libertà, concordia, amor',

all'Elvezia serba ognor.

3

Se di nubi un velo m'asconde il tuo cielo

pel tuo raggio anelo Dio d'amore!

Fuga o sole quei vapori

e mi rendi i tuoi favori:

di mia patria deh! Pietà

brilla, sol di verità.

4

Quando rugge e strepita impetuoso il nembo

m'è ostel' tuo grembo o Signor!

In te fido Onnipossente

deh, proteggi nostra gente;

Libertà, concordia, amor',

all'Elvezia serba ognor.

### Imni naziunal Svizzer - Psalm svizzer (rätoromanska)[4]
1

En l'aurora la damaun ta salida il carstgaun,

spiert etern dominatur, Tutpussent!

Cur ch'ils munts straglischan sura,

ura liber Svizzer, ura.

Mia olma senta ferm,

Mia olma senta ferm Dieu en tschiel,

il bab etern, Dieu en tschiel, il bab etern.

2

Er la saira en splendur da las stailas en l'azur

tai chattain nus, creatur, Tutpussent!

Cur ch'il firmament sclerescha

en noss cors fidanza crescha.

Mia olma senta ferm,

Mia olma senta ferm Dieu en tschiel,

il bab etern, Dieu en tschiel, il bab etern.

3

Ti a nus es er preschent en il stgir dal firmament,

ti inperscrutabel spiert, Tutpussent!

Tschiel e terra t'obedeschan

vents e nivels secundeschan.

Mia olma senta ferm,

Mia olma senta ferm Dieu en tschiel,

il bab etern, Dieu en tschiel, il bab etern.

4

Cur la furia da l'orcan fa tremblar il cor uman

alur das ti a nus vigur, Tutpussent!

Ed en temporal sgarschaivel

stas ti franc a nus fidaivel.

Mia olma senta ferm,

Mia olma senta ferm Dieu en tschiel,

Il bab etern, Dieu en tschiel, il bab etern.